# Orasemorpha sparsepilosa
Orasemorpha sparsepilosa (лат.) — вид паразитических наездников рода Orasemorpha из семейства Eucharitidae. Предположительно, как и близкие виды, паразитоиды личинок и куколок муравьёв.

## Распространение
Австралия.

## Описание
Мелкие хальцидоидные наездники (3,0—3,8 мм). От близких ви дов отли чается плотным опушением из тонких прямостоячих волосков, голова субтреугольная с широко округлыми щеками. Усики 12-члениковые, базальные сег менты желтовато-белые. Голова тёмно-синяя с фиолетовым или красноватым металлическим отблеском. Мезосома тёмная голубовато-зелёная, мезоскутум с красноватыми отметинами. Петиоль чёрный, брюшко темно-коричневое. Ноги и усики желтовато-коричневые. Членики жгутика усиков цилиндрические. Лицо сильно скульптировано. Основание петиоля сужено и лишено переднего дорсального киля. Петиоль самки поперечный, не более ширины и длины (отчего брюшко выглядит почти сидячим). Транскутальное сочленение (между мезоскутумом и аксиллой) полное с отчётливым поперечным швом. Предположительно, как и близкие виды, паразитоиды личинок и куколок муравьёв.